# Dionysios Ier de Constantinople
Dionysios ou Denys Ier de Constantinople (en grec : Διονύσιος Α΄) fut patriarche de Constantinople de 1467 à 1471 puis de 1488 à 1490.

## Biographie
Dionysios est élève de Marc d'Éphèse puis métropolite de Philippopoli. Il obtient le patriarcat à l'automne 1466 ou en décembre 1467 moyennant le paiement par sa protectrice Mara Brankovic d'un bakchich de 2 000 ducats au Sultan. Il siège pendant 4/5 ans et, vers la fin 1471, il se retire dans un monastère et son prédécesseur Syméon de Trébizonde est rétabli.
Vitalien Laurent estime de son côté qu'il devient patriarche dès l'automne 1466 en substitution de Marc II Xylokaravi qui aurait lui-même remplacé Syméon de Trébizonde du début 1466 à l'automne de la même année.
Après la première déposition de Niphon II et une assez longue vacance du siège, il redevient patriarche en juillet 1488. Il gouverne paisiblement son église et abdique une nouvelle fois fin 1490 pour se retirer définitivement dans son monastère.